# Megacollybia
Megacollybia là một chi nấm trong họ Marasmiaceae, thuộc bộ Agaricales. Loài điển hình, M. platyphylla, phân bố giới hạn ở châu Âu, các nước Scandinavi, phía tây và vùng trung tâm nước Nga. Loài M. rimosa trong chi mới được công bố ở Brasil năm 2013.